# Przegub Tracta

Przegub Tracta – przegub homokinetyczny, w którym zastosowano inne rozwiązanie warunku równobieżności wałów niż w innych przegubach kulowych. Składa się on z płaskich widełek połączonych dwoma pośrednimi ogniwami, sprzęgniętymi ze sobą za pomocą charakterystycznego występu i wcięcia. Taka konstrukcja umożliwia ustawienie się wałów pod kątem 50° w dowolnej płaszczyźnie. Powierzchniami współpracującymi są w tym przegubie dosyć duże powierzchnie płaskie, dzięki czemu naciski powierzchniowe są stosunkowo małe.